# 368

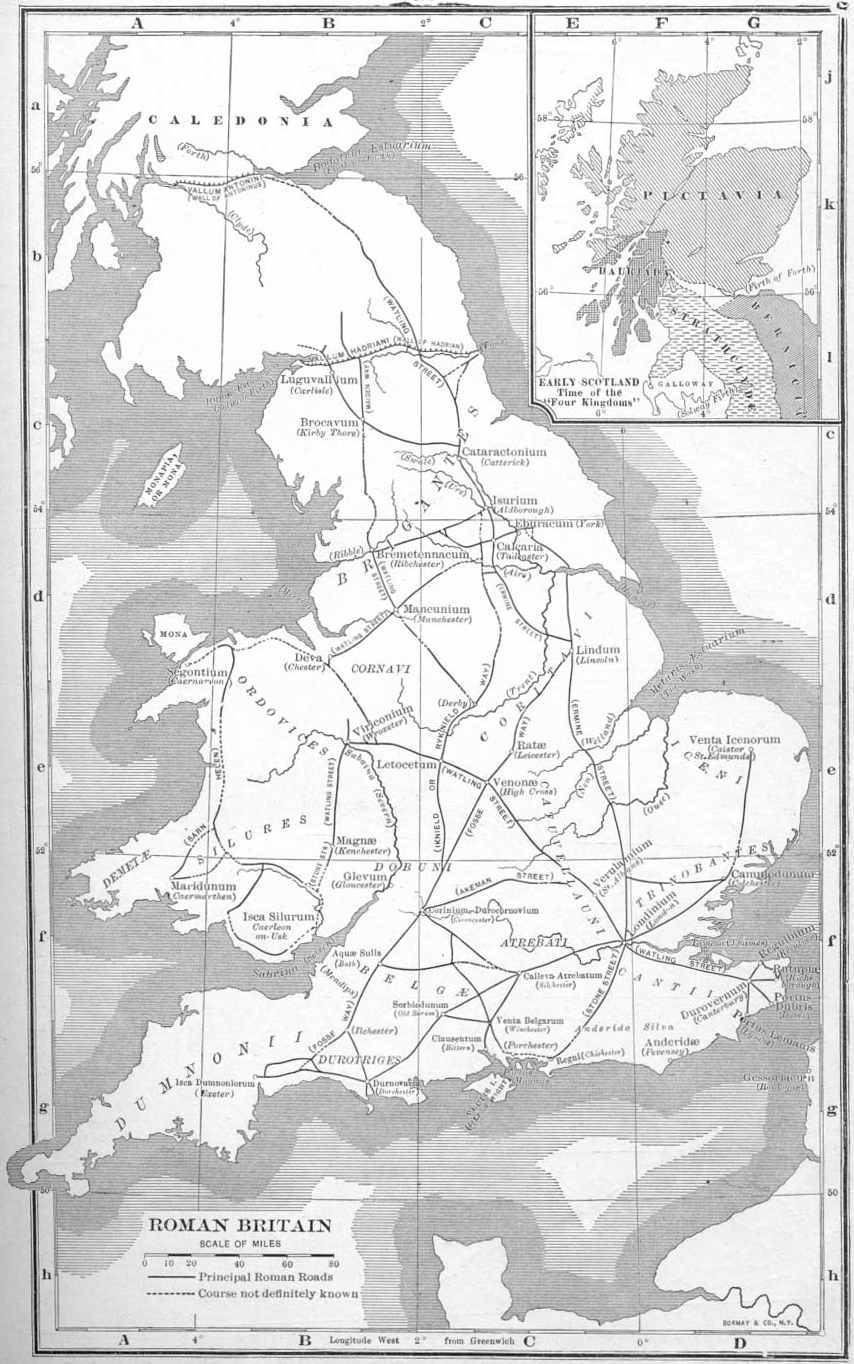
Britannia met belangrijkste hoofdwegen en stedelijke centra in de 4e eeuw

Het jaar 368 is het 68e jaar in de 4e eeuw volgens de christelijke jaartelling.

## Gebeurtenissen

### Europa
- Keizer Valentinianus I steekt met zijn 8-jarige zoon Flavius Gratianus de Rijn over. Hij verslaat de Alemannen en verwoest nederzettingen langs de rijksgrens. Valentinianus sluit een kortstondige vrede met koning Macrianus en keert met het leger terug naar Augusta Treverorum (huidige Trier).

### Brittannië
- De Picten en Saksen plunderen Londinium (Londen). De 22-jarige Flavius Theodosius steekt met een bijeengeraapt leger Het Kanaal over en landt in Britannia. In opdracht van Valentinianus I worden de "barbaren" verslagen en de provincies versterkt met forten.

## Geboren
- Eustochium, abdis en heilige (waarschijnlijke datum)
- Nicolas Kavasilas, liturgist en theoloog (overleden 492)
- Philostorgios, kerkhistoricus (waarschijnlijke datum)

## Overleden
- Hilarius van Poitiers (52), bisschop en kerkleraar
- 27 april - Theodorus van Tabennisi, stichter van een kloosterorde